# أنجيلا برونر
أنجيلا برونر (بالألمانية: Angela Brunner)‏ (و. 1931 – 2011 م) هي ممثلة مسرحية، وممثلة أفلام ألمانية، ولدت في برلين، توفيت عن عمر ناهز 80 عاماً.

## التعليم
تعلمت في أكاديمية إرنست بوسخ للفنون الدرامية ‏.

## وصلات خارجية
- أنجيلا برونر على موقع IMDb (الإنجليزية)
- أنجيلا برونر على موقع ألو سيني (الفرنسية)
- أنجيلا برونر على موقع قاعدة بيانات الأفلام السويدية (السويدية)
- أنجيلا برونر على موقع قاعدة بيانات الفيلم (الإنجليزية)
- أنجيلا برونر على موقع كينوبويسك (الروسية)

- أنجيلا برونر في قاعدة بيانات الأفلام على الإنترنت